# Hippopsis freyi
Hippopsis freyi es una especie de escarabajo longicornio del género Hippopsis, tribu Agapanthiini, subfamilia Lamiinae. Fue descrita científicamente por Breuning en 1955.

## Descripción
Mide 9-10 milímetros de longitud.

## Distribución
Se distribuye por Colombia, Trinidad y Tobago y Venezuela.